# Плишкова, Кристина
Кристина Плишкова (чеш. Kristyna Pliskova; родилась 21 марта 1992 года в Лоуни, Чехословакия) — чешская теннисистка; победительница шести турниров WTA (из них один в одиночном разряде); победительница одного юниорского турнира Большого шлема в одиночном разряде (Уимблдон-2010); бывшая четвёртая ракетка мира в юниорском рейтинге.

## Общая информация
Кристина — одна из двух дочерей Радека Плишка и Мартины Плишковой; её сестра-близнец Каролина тоже профессионально играет в теннис. В феврале 2022 года Кристина вышла замуж за словацкого футболистa Давидa Ганцко и в мае у них родился сын.
Чешка начала играть в теннис в четыре года. Лучшие удары — форхенд и подача.

## Спортивная карьера
Кристина Плишкова в возрасте 15 лет дебютировала в основных соревнованиях WTA-тура в мае 2007 года, сыграв на турнире в Праге. В мае 2010 года она выиграла первый титул из цикла ITF, взяв его в Куруме. В финале она встретилась со своей сестрой Каролиной и смогла её обыграть. Летом того же года Кристина выиграла Уимблдонский турнир на юниорском уровне. Через год она дебютировала на Уимблдоне уже на взрослом уровне, который стал для неё первым взрослым турниром из серии Большого шлема. В августе 2011 года совместно с сестрой Каролиной она победила на 100-тысячнике ITF в Ванкувере в парном разряде.
Первый матч на Больших шлемах она выиграла на Уимблдоне 2012 году, пройдя во второй раунд. Также она выступила в том сезоне и на Открытом чемпионате США. В конце января 2013 года чешская теннисистка впервые вошла в топ-100 мирового рейтинга. В июле сёстры Плишковы вышли в парный финал на грунтовом турнире в Палермо. Первого совместного титула WTA им удалось добиться в октябре 2013 года, когда они выиграли парные соревнования в Линце. Через неделю Каролина победила на 50-тысячнике ITF в Лиможе. В июне 2014 года она выиграла 75-тысячник ITF на траве в Ноттингеме. В июле она вновь берёт парный трофей WTA в команде с сестрой Каролиной на турнире в Бадгастайне. В сентябре Плишковы выиграли парный приз на турнире в Гонконге.
В мае 2015 года Кристина сделала победный дубль (выиграла в одиночном и парном разряде) на 50-тысячнике ITF в Фукуоке. В том сезоне на Уимблдонском турнире она впервые вышла в третий раунд турнира Большого шлема. В феврале 2016 года Плишкова выиграла ещё один 50-тысячник ITF, взяв трофей в австрийском Кройцлингене. В марте на турнире серии Премьер в Майами она одержала первую в карьере победу над представительницей Топ-10, переиграв во втором раунде № 10 в мире Белинду Бенчич. В сентябре она смогла завоевать главный приз турнира младшей серии WTA 125 в Даляне. Через три недели после этого Кристина выиграла свой первый одиночный титул WTA. У неё получилось выиграть на турнире в Ташкенте, где в решающем матче она обыграла японку Нао Хибино со счётом 6-3, 2-6, 6-3.
Сезон 2017 года Кристина Плишкова начала с выхода в четвертьфинал в Шэньчжэне. На Открытом чемпионате Австралии она впервые прошла в третий раунд. В апреле чешка вышла в четвертьфинал в Биле и впервые сыграла за сборную Чехии в розыгрыше Кубка Федерации. На турнире в Праге в мае Кристине удалось пройти в финал. В борьбе за чемпионский титул она проигрывает Моне Бартель — 6-2, 5-7, 2-6. На турнире в Страсбурге она вышла в четвертьфинал, а в июне на турнире на Мальорке. В июле она достигла 35-го места в рейтинге.
В 2018 году Кристина стартует с выхода в четвертьфинал в Шэньчжэне. В первом раунде тех соревнований она смогла победить седьмую ракетку мира Елену Остапенко. В апреле она следующий раз доиграла до 1/4 финала на грунте в Чарлстоне, где выиграла три встречи и одну из них у № 10 в мире Петры Квитовой. В мае она вышла в четвертьфинал на турнирах в Праге и Нюрнберге, а между ними, пройдя через квалификацию, на крупном турнире в Мадриде прошла в третий раунд. Остаток сезона она чаще всего проигрывала в первом раунде, изредка проходя во второй. В парном разряде отметилась победой в младшей серии WTA 125 в Чикаго в партнёрстве с Моной Бартель.
В марте 2019 года в Индиан-Уэлсе Кристина в дуэте с россиянкой Евгенией Родиной выиграла титул в парном разряде на турнире в младшей серии WTA 125. В апреле 2019 года Плишкова на турнире в Лугано дошла до полуфинала, где проиграла теннисистке из Польши Иге Свёнтек в двух сетах. На Открытом чемпионате Франции проиграла в первом раунде американке Лорен Дэвис со счётом 6-2, 6-4. В июне в рамках турнира в Бирмингеме обыграла сестру Каролину (№ 3 в мире) во втором раунде, пройдя в 1/4, где уступила ещё одной соотечественнице Барборе Стрыцовой — 2:6, 4:6. В первом раунде Уимблдонского турнира Кристина проиграла Кайе Юван со счётом 4:6, 6:2, 4:6.
В июле Кристина на турнире в Бухаресте вышла в четвертьфинал в одиночном разряде и смогла стать победительницей в парном совместно с Викторией Кужмовой из Словакии. С сестрой Каролиной в августе вышла в полуфинал турнира серии Премьер 5 в Цинциннати в парном разряде. На Открытом чемпионате США проиграла во втором раунде Элизе Мертенс в двух сетах. В сентябре смогла выйти в полуфинал на турнире в Ташкенте, а затем с сестрой Каролиной сыграла в 1/2 финала в парном разряде на крупном турнире в Пекине.
2020 год Кристина начала с выхода в полуфинал, обыграв в том числе во втором раунде № 11 в мире Арину Соболенко. В августе она хорошо сыграла на домашнем турнире в Праге: в одиночном разряде доиграла до полуфинала, а в парном смогла взять главный приз в альянсе с Луцией Градецкой. Сёстры Плишковы смогли выйти в четвертьфинал на парном Ролан Гаррос после чего Кристина поднялась на самую высокую в карьере позицию в парном рейтинге (44-е место). В сентябре 2021 года Плишкова сыграла последний матч и прервала карьеру в связи беременностью и больше не играла на профессиональных турнирах.

## Итоговое место в рейтинге WTA по годам
| Год  | Одиночный рейтинг | Парный рейтинг |
| 2021 | 146               | 139            |
| 2020 | 69                | 49             |
| 2019 | 66                | 54             |
| 2018 | 97                | 115            |
| 2017 | 61                | 74             |
| 2016 | 61                | 185            |
| 2015 | 113               | 194            |
| 2014 | 123               | 71             |
| 2013 | 121               | 85             |
| 2012 | 110               | 101            |
| 2011 | 179               | 142            |
| 2010 | 227               | 382            |
| 2009 | 506               |                |
| 2008 | 753               |                |
| 2007 | 861               | 917            |

## Выступления на турнирах

### Финалы турнировWTAв одиночном разряде (2)

#### Победа (1)
| Легенда:                    |
| --------------------------- |
| Турниры Большого шлема (0)* |
| Олимпиада (0)               |
| Итоговый турнир WTA (0)     |
| Premier Mandatory (0)       |
| Premier 5 (0)               |
| Premier (0)                 |
| International (1+5)         |

| Титулы по покрытиям | Титулы по месту проведения матчей турнира |
| ------------------- | ----------------------------------------- |
| Хард (1+3)*         | Зал (0+1)                                 |
| Грунт (0+2)         | Зал (0+1)                                 |
| Трава (0)           | Открытый воздух (1+4)                     |
| Ковёр (0)           | Открытый воздух (1+4)                     |

* количество побед в одиночном разряде + количество побед в парном разряде.
| №  | Дата           | Турнир              | Покрытие | Соперница в финале | Счёт        |
| 1. | 1 октября 2016 | Ташкент, Узбекистан | Хард     | Нао Хибино         | 6-3 2-6 6-3 |

#### Поражение (1)
| №  | Дата       | Турнир       | Покрытие | Соперница в финале | Счёт        |
| 1. | 6 мая 2017 | Прага, Чехия | Грунт    | Мона Бартель       | 6-2 5-7 2-6 |

### Финалы турнировWTA 125иITFв одиночном разряде (18)

#### Победы (10)
| Легенда:                    |
| --------------------------- |
| WTA 125 (1+2)*              |
| 100.000 USD (0+1)           |
| 80.000 (75.000)** USD (1+1) |
| 60.000 (50.000)** USD (4+2) |
| 25.000 USD (4+4)            |
| 15.000 (10.000)** USD (0)   |

** Призовой фонд до 2017 года.
| Титулы по покрытиям | Титулы по месту проведения матчей турнира |
| ------------------- | ----------------------------------------- |
| Хард (6+8)*         | Зал (6+4)                                 |
| Грунт (0)           | Зал (6+4)                                 |
| Трава (2+1)         | Открытый воздух (4+6)                     |
| Ковёр (2+1)         | Открытый воздух (4+6)                     |

* количество побед в одиночном разряде + количество побед в парном разряде.
| №   | Дата             | Турнир                    | Покрытие    | Соперница в финале    | Счёт                |
| 1.  | 16 мая 2010      | Куруме, Япония            | Ковёр       | Каролина Плишкова     | 5-7 6-2 6-0         |
| 2.  | 29 января 2012   | Андрезье-Бутеон, Франция  | Хард (зал)  | Анна-Джулия Ремондина | 6-2 6-2             |
| 3.  | 20 октября 2013  | Лимож, Франция            | Хард (зал)  | Тамира Пашек          | 3-6 6-3 6-2         |
| 4.  | 9 марта 2014     | Престон, Великобритания   | Хард (зал)  | Чагла Бююкакчай       | 6-3 7-6(4)          |
| 5.  | 7 июня 2014      | Ноттингем, Великобритания | Трава       | Зарина Дияс           | 6-2 3-6 6-4         |
| 6.  | 8 февраля 2015   | Глазго, Великобритания    | Хард (зал)  | Ана Богдан            | 6-2 6-2             |
| 7.  | 11 апреля 2015   | Барнстапл, Великобритания | Хард (зал)  | Нина Цандер           | 6-3 6-2             |
| 8.  | 10 мая 2015      | Фукуока, Япония           | Трава       | Нао Хибино            | 7-5 6-4             |
| 9.  | 28 февраля 2016  | Кройцлинген, Швейцария    | Ковёр (зал) | Амра Садикович        | 7-6(4) 7-6(3)       |
| 10. | 11 сентября 2016 | Далянь, Китай             | Хард        | Миса Эгути            | 7-5 4-6 2-5 — отказ |

#### Поражения (8)
| №  | Дата            | Турнир                   | Покрытие   | Соперница в финале    | Счёт              |
| 1. | 16 августа 2009 | Пезаро, Италия           | Грунт      | Анастасия Гримальская | 6-2 1-6 2-6       |
| 2. | 13 февраля 2011 | Ранчо-Мираж, США         | Хард       | Эшли Вейнхольд        | 3-6 6-3 5-7       |
| 3. | 5 февраля 2012  | Гренобль, Франция        | Хард (зал) | Каролина Плишкова     | 6-7(11) 6-7(6)    |
| 4. | 3 ноября 2013   | Барстебл, Великобритания | Хард (зал) | Марта Сироткина       | 7-6(5) 3-6 6-7(6) |
| 5. | 11 мая 2014     | Фукуока, Япония          | Трава      | Наоми Броуди          | 7-5 3-6 4-6       |
| 6. | 26 апреля 2015  | Стамбул, Турция          | Хард       | Шахар Пеер            | 6-1 6-7(4) 5-7    |
| 7. | 25 октября 2015 | Жуэ-ле-Тур, Франция      | Хард (зал) | Ольга Фридман         | 2-6 6-3 1-6       |
| 8. | 23 июля 2017    | Оломоуц, Чехия           | Грунт      | Бернарда Пера         | 5-7 6-4 3-6       |

### Финалы турнировWTAв парном разряде (6)

#### Победы (5)
| №  | Дата             | Турнир              | Покрытие   | Партнёрша         | Соперницы в финале                      | Счёт            |
| 1. | 13 октября 2013  | Линц, Австрия       | Хард (зал) | Каролина Плишкова | Габриэла Дабровски Алиция Росольская    | 7-6(6) 6-4      |
| 2. | 13 июля 2014     | Бадгастайн, Австрия | Грунт      | Каролина Плишкова | Андрея Клепач Мария Тереса Торро Флор   | 4-6 6-3 [10-6]  |
| 3. | 14 сентября 2014 | Гонконг             | Хард       | Каролина Плишкова | Патриция Майр-Ахлайтнер Арина Родионова | 6-2 2-6 [12-10] |
| 4. | 21 июля 2019     | Бухарест, Румыния   | Грунт      | Виктория Кужмова  | Жаклин Кристиан Елена-Габриэла Русе     | 6-4 7-6(3)      |
| 5. | 16 августа 2020  | Прага, Чехия        | Грунт      | Луция Градецкая   | Моника Никулеску Ралука Олару           | 6-2 6-2         |

#### Поражение (1)
| №  | Дата         | Турнир          | Покрытие | Партнёрша         | Соперницы в финале                 | Счёт           |
| 1. | 14 июля 2013 | Палермо, Италия | Грунт    | Каролина Плишкова | Кристина Младенович Катажина Питер | 1-6 7-5 [8-10] |

### Финалы турнировWTA 125иITFв парном разряде (15)

#### Победы (10)
| №   | Дата            | Турнир                    | Покрытие    | Партнёрша          | Соперницы в финале                   | Счёт              |
| 1.  | 13 февраля 2011 | Ранчо-Мираж, США          | Хард        | Каролина Плишкова  | Надежда Гуськова Сандра Заневская    | 6-7(6) 6-1 [10-5] |
| 2.  | 7 августа 2011  | Ванкувер, Канада          | Хард        | Каролина Плишкова  | Ноппаван Летчивакан Джейми Хэмптон   | 5-7 6-2 [10-2]    |
| 3.  | 28 января 2012  | Андрезье-Бутеон, Франция  | Хард (зал)  | Каролина Плишкова  | Ева Грдинова Жюли Куэн               | 6-4 4-6 [10-5]    |
| 4.  | 4 февраля 2012  | Гренобль, Франция         | Хард (зал)  | Каролина Плишкова  | Марина Заневская Валентина Ивахненко | 6-1 6-3           |
| 5.  | 18 ноября 2012  | Завада, Польша            | Ковёр (зал) | Каролина Плишкова  | Кристина Барруа Сандра Клеменшиц     | 6-3 6-1           |
| 6.  | 3 ноября 2013   | Барнстапл, Великобритания | Хард (зал)  | Наоми Броуди       | Ралука Олару Тамира Пашек            | 6-3 3-6 [10-5]    |
| 7.  | 10 мая 2015     | Фукуока, Япония           | Трава       | Наоми Броуди       | Дзюнри Намигата Эри Ходзуми          | 6-3 6-4           |
| 8.  | 17 июля 2016    | Стоктон, США              | Хард        | Алисон ван Эйтванк | Робин Андерсон Мейган Манассе        | 6-2 6-3           |
| 9.  | 9 сентября 2018 | Чикаго, США               | Хард        | Мона Бартель       | Эйжа Мухаммад Мария Санчес           | 6-3 6-2           |
| 10. | 3 марта 2019    | Индиан-Уэлс, США          | Хард        | Евгения Родина     | Янина Викмайер Тейлор Таунсенд       | 7-6(7) 6-4        |

#### Поражения (5)
| №  | Дата             | Турнир                   | Покрытие   | Партнёрша         | Соперницы в финале               | Счёт               |
| 1. | 16 мая 2010      | Куруме, Япония           | Ковёр      | Каролина Плишкова | Сунь Шэннань Сюй Ифань           | 0-6 3-6            |
| 2. | 6 ноября 2011    | Тайбэй, Тайвань          | Хард (зал) | Каролина Плишкова | Чжань Юнжань Чжэн Цзе            | 6-7(5) 7-5 [5-10]  |
| 3. | 19 ноября 2011   | Братислава, Словакия     | Хард (зал) | Каролина Плишкова | Наоми Броуди Кристина Младенович | 7-5 4-6 [2-10]     |
| 4. | 23 сентября 2012 | Шрусбери, Великобритания | Хард (зал) | Каролина Плишкова | Весна Долонц Штефани Фёгеле      | 1-6 7-6(3) [13-15] |
| 5. | 27 апреля 2014   | Сеул, Южная Корея        | Хард       | Ирэна Павлович    | Чжань Цзиньвэй Чжуан Цзяжун      | 4-6 3-6            |

## История личных встреч
| Соперница         | Все встречи | Финалы |                   |
| ----------------- | ----------- | ------ | ----------------- |
| Каролина Плишкова | 1-0         | 0-0    | юниорские турниры |
| Каролина Плишкова | 4-5         | 1-1    | взрослые турниры  |